# Astylosternus schioetzi
Astylosternus schioetzi – gatunek płaza bezogonowego z rodziny artroleptowatych (Arthroleptidae). Endemit Kamerunu, zagrożony wyginięciem.

## Występowanie
Gatunek ten jest endemitem – jego znany zasięg występowania obejmuje jedynie dwa obszary w południowo-zachodnim Kamerunie, w okolicach Edéa – Apouh i Koupongo. Rozdziela je około 50 km i koryto rzeki Sanaga. Stwierdzenia gatunku z innych rejonów Kamerunu okazały się błędne i dotyczyły Astylosternus diadematus.
Preferuje wody płynące i ich okolice w tropikalnych lasach nizinnych, radzi sobie także w wysokich lasach wtórnych.

## Rozmnażanie
Przebiega w środowisku wodnym, w niewielkich leśnych strumieniach albo też w bagnistych zagłębieniach.

## Status
W Czerwonej księdze gatunków zagrożonych IUCN płaz ten od 2004 roku klasyfikowany jest jako gatunek zagrożony (EN, ang. Endangered).
Spotyka się go rzadko, a jego liczebność nadal się zmniejsza.
Głównym zagrożeniem dla tego gatunku płaza jest niszczenie jego środowiska naturalnego.